# Альс, Педер
Педер Альс (дат. Peder Als; 1725 — 1776) — датский художник-портретист, ученик Карла Густафа Пило.

## Биография
Родился 16 мая 1725 года в Копенгагене.
Учился в Датской королевской академии изящных искусств, уже во время обучения получив признание как портретист с серией картин рыцарей ордена Данеброг. 
Королевским постановлением от 22 декабря 1755 года он получил стипендию на путешествия (на шесть лет) и в середине 1756 года отправился в Рим. Также посетил Париж. В Риме поступил в школу Антона Рафаэля Менгса, повлиявшего на его творчество. В Италии Педер Альс провел много времени, копируя картины Рафаэля и Андреа дель Сарто, а также Корреджо и Тициана.
По возвращении в Данию писал портреты. Он стал членом Академии изящных искусств в 1764 году и её профессором в 1766 году.
Умер 8 июля 1776 года в Копенгагене.

## Творчество
Помимо живописи маслом, Педер Альс также работал пастелью и создал несколько миниатюр. 
- Некоторые работы
- Датская королева 
София Магдалена
- Датский скульптор
 Йоханнес Видевельт
- Датский адмирал
 Фредерик Каас